# Heinrich Philipp Konrad Henke
'Heinrich Philipp Konrad Henke, född den 3 juli 1752 i Hehlen, död den 2 maj 1809 i Helmstedt, var en tysk kyrkohistoriker. Han var far till Ernst Ludwig Theodor Henke.
Henke  blev 1777 extra ordinarie, 1780 ordinarie teologie professor vid Helmstedts universitet och 1804 vicepresident i konsistorium i Braunschweig. Han författade Allgemeine Geschichte der christlichen Kirche (1788–1795; ny upplaga, i 6 band, 1795–1806, fortsatt av Johann Severin Vater).